# Сабіна Гааг
Сабі́на Гааг (нім. Sabine Haag; 28 лютого 1962, Брегенц) — австрійський історик мистецтва; генеральний директор Музею історії мистецтв у Відні (з 2009 року), а також директор Музею етнології та Музею театру.
У 1981—1989 роках вивчала англістику, американістику та історію мистецтва в Інсбрукському та Віденському університетах. З 1990 року почала працювати куратором у Кунсткамері в Музеї історії мистецтв у Відні. З 2009 року — директор Музею історії мистецтв та підпорядкованих йому Музею етнології і Музею театру.
Автор та редактор наукових праць.
Основні публікації
- Masterpieces in the Collection of the Greek and Roman Antiquities. A Brief Guide to the Kunsthistorisches Museum Vienna, Vienna (2012)
- Lucian Freud, Prestel Publishing (2013)
- Kunsthistorisches Museum Vienna, Scala Publishers (2013)
- Treasures of the Habsburgs, Thames & Hudson (2013)